# Gregorio Dati
Gregorio Dati sau Goro Dati (n. 15 aprilie 1353, Florența, Republica Florentină – d. 17 septembrie 1435, Florența, Republica Florentină) a fost un comerciant și istoric italian, cunoscut în special pentru câteva lucrări cu caracter științific.
A fost profesor la Florența, unde a deținut mai multe funcții municipale.
A practicat comerțul cu mătase, perle și textile.
A descris principiul busolei, al orologiului, a descris probleme nautice.
A realizat o descriere a Africii.
A plasat infernul ca centru al Pământului.

## Scrieri
- La Sfera, un poem;
- 1735: Histoire du duc de Milan Jean Galeas Viconti et de ses guerres avec les Florentins.

1. ↑  Autoritatea BnF, accesat în 10 octombrie 2015